# カラン・ブラル
カラン・ブラル（Karan Brar、1999年1月18日 - ）は、アメリカ合衆国の俳優である。代表作としてグレッグのダメ日記シリーズ、『ジェシー!』（ラビ）がある。

## 生い立ち
ブラルは1999年1月18日、インディアの祖先であるハリンダーとジャスビンダーバーの両親にレドモンドで生まれた。

## 人物
インド系であるが、アメリカ生まれアメリカ育ちのため、普段はネイティヴのアメリカ英語で話している。しかし、役作りのため、役者を始めた頃から講師をつけてインド人が発音する英語を必死になって練習したという。
ヒンディー語とパンジャーブ語にも堪能である。

## 出演

### テレビ
- ジェシー! (2011年～2015年) - ラビ
- キャンプ・キキワカ  (2015年～) - ラビ

### 映画
- グレッグのダメ日記シリーズ (2010年)- チラク・グプタ
- インビジブル・シスター (2015年) - ジョージ
- パシフィック・リム: アップライジング (2018年) - スレシュ
- スターガール (2020年) - ケヴィン・シン
- ヒュービーのハロウィーン Hubie Halloween (2020年) - マイク・ムンディ